# Huawei

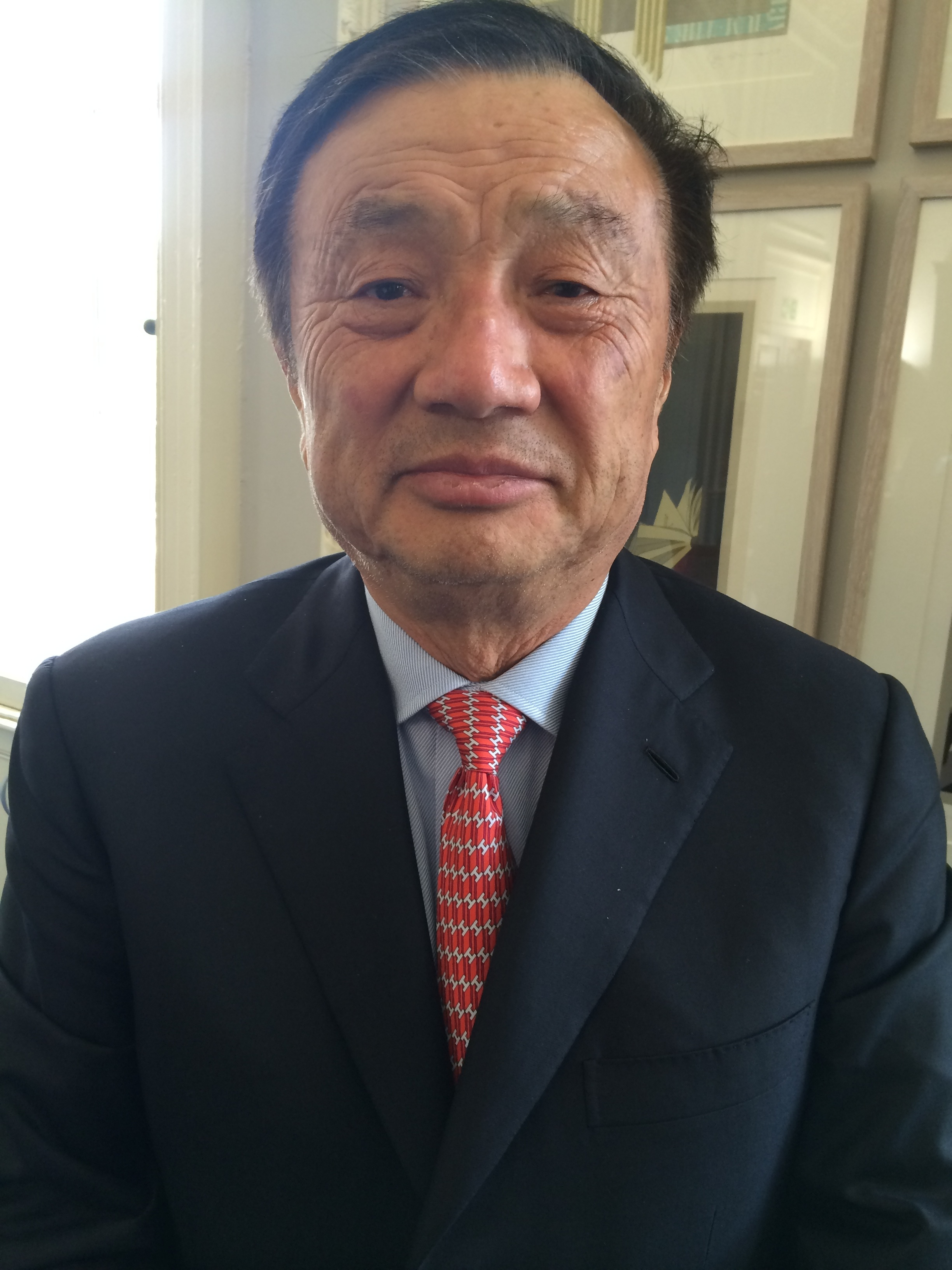
Ren Zhengfei

Huawei (vereenvoudigd Chinees: 华为; traditioneel Chinees: 華為; pinyin: Huáwéi; uitspraakⓘ) is een Chinese multinational die IT-infrastructuur beheert, apparatuur voor telecommunicatie produceert en telecommunicatiediensten verleent. Het bedrijf is opgericht in 1987 en is gevestigd in Shenzhen, vlak bij Hong Kong. In 2022 stond Huawei op de 96e (2014: 228) plaats van de grootste bedrijven ter wereld gemeten naar omzet volgens de Fortune Global 500-lijst.

## Uitspraak
In het Chinees wordt de naam Huawei uitgesproken volgens de pinyin-uitspraak: in het Nederlands klinkt dit ongeveer als hwaa·weej. In het Nederlands wordt eveneens vaak de uitspraak (c)hoe-a-wei gebruikt, die aansluit bij een Nederlandse lezing van de naam (waarbij de h evenwel (soms) als ch en de u als oe wordt uitgesproken). Deze uitspraak is echter niet correct.

## Geschiedenis
Ren Zhengfei, een voormalige ingenieur van het Chinese Volksleger, richtte Huawei in 1987 op om bedrijfstelefooncentrales te maken. Aanvankelijk verkocht Huawei vooral telefooncentrale-apparatuur uit Hong Kong, maar al snel groeide Huawei uit tot een dominante speler in China en later op de wereldmarkt. Sinds 2012 mag Huawei zich de grootste leverancier van telecommunicatienetwerken ter wereld noemen, een positie die werd overgenomen van het Zweedse Ericsson.
In december 2018 werd op verzoek van de Amerikaanse regering-Trump Sabrina Meng Wanzhou, de financiële topvrouw van Huawei en dochter van oprichter Ren Zhengfei, in Vancouver gearresteerd op verdenking van het overtreden van handelssancties tegen Iran en het misleiden van banken met valse transacties. Huawei veroordeelde de arrestatie en zag het als een onderdeel van een campagne om de hi-tech-ambities van China te dwarsbomen. Meng Wanzhou bleef onder huisarrest tot september 2021, toen de regering-Biden het justitieel verzoek introk.

## Aandeelhouders
Huawei is geen beursgenoteerde onderneming. Het bedrijf is in handen van Huawei Investment & Holding Co., Ltd., en in deze holding hebben zo'n 152.000 medewerkers van Huawei ten minste één aandeel. Het belang van Ren Zhengfei is 0,7% per jaareinde 2023. Naast het personeel zijn er geen andere aandeelhouders. Zij kiezen een 'comité van vertegenwoordigers' van 105 personen die op hun beurt weer bestuur en raad van commissarissen benoemt.
Het blijft echter lastig voor (objectieve) buitenstaanders om dit te controleren. Het bedrijf heeft zelf nog nooit aandelen aangeboden. Daarnaast is weinig bekend over de precieze werkwijze van het 'comité van vertegenwoordigers'. Hierdoor is het voor buitenstaanders onmogelijk om te weten wie precies de controle over het bedrijf heeft. Ook is (een gedeeltelijk) staatseigenaarschap niet uit te sluiten.

## Activiteiten
Aanvankelijk concentreerde het bedrijf zich vooral op de zakelijke markt. Huawei levert bijvoorbeeld complete netwerken voor telecommunicatie, waaronder ook voor de 5G-netwerken. Het bedrijf concentreert zich sinds een paar jaar ook steeds meer op de consumentenmarkt. Het assortiment van tablets, smartphones en mobiel internet-producten zal steeds verder worden uitgebreid. In 2019 werd zo'n 55% van de omzet behaald met de verkoop van producten en diensten aan particulieren en de afzet aan zakelijke klanten was circa 45%. Huawei verkocht in 2015 voor de eerste keer meer dan 100 miljoen smartphones. In 2019 was dit gegroeid naar 240 miljoen stuks die worden verkocht onder de merknamen Huawei en Honor. Huawei had hiermee een wereldwijd marktaandeel van 17,6%.
Het bedrijf is wereldwijd actief in zo'n 170 landen. In 2023 telde het ruim 200.000 medewerkers. Bijna de helft van het personeel is actief op het gebied van Onderzoek & Ontwikkeling (R&D) en per jaar wordt een kwart van de omzet aan R&D uitgegeven. De Volksrepubliek China is de belangrijkste afzetmarkt, hier werd in 2023 twee derde van de omzet gerealiseerd. Europa, Midden-Oosten en Afrika is de twee afzetmarkt, hier werd een vijfde van de omzet gerealiseerd.
In 2013 werd Honor opgericht. Dit dochterbedrijf opereert veelal onafhankelijk van Huawei. Honor richt zich op goedkopere toestellen, terwijl Huawei concurreert met de duurdere merken als Samsung en Apple. In november 2020 werd bekend dat Huawei zijn dochtermerk Honor verkoopt aan Shenzhen Zhixin New Information Technology. Met deze verkoop wil Huawei de toekomst van Honor veiligstellen. Huawei staat zelf onder druk als een gevolg van Amerikaanse sancties en na de verkoop zal Honor hier minder hinder van hebben. De verkoopt levert Huawei zo'n 100 miljard yuan op (ca. 12,8 miljard euro).

### Huawei in Nederland

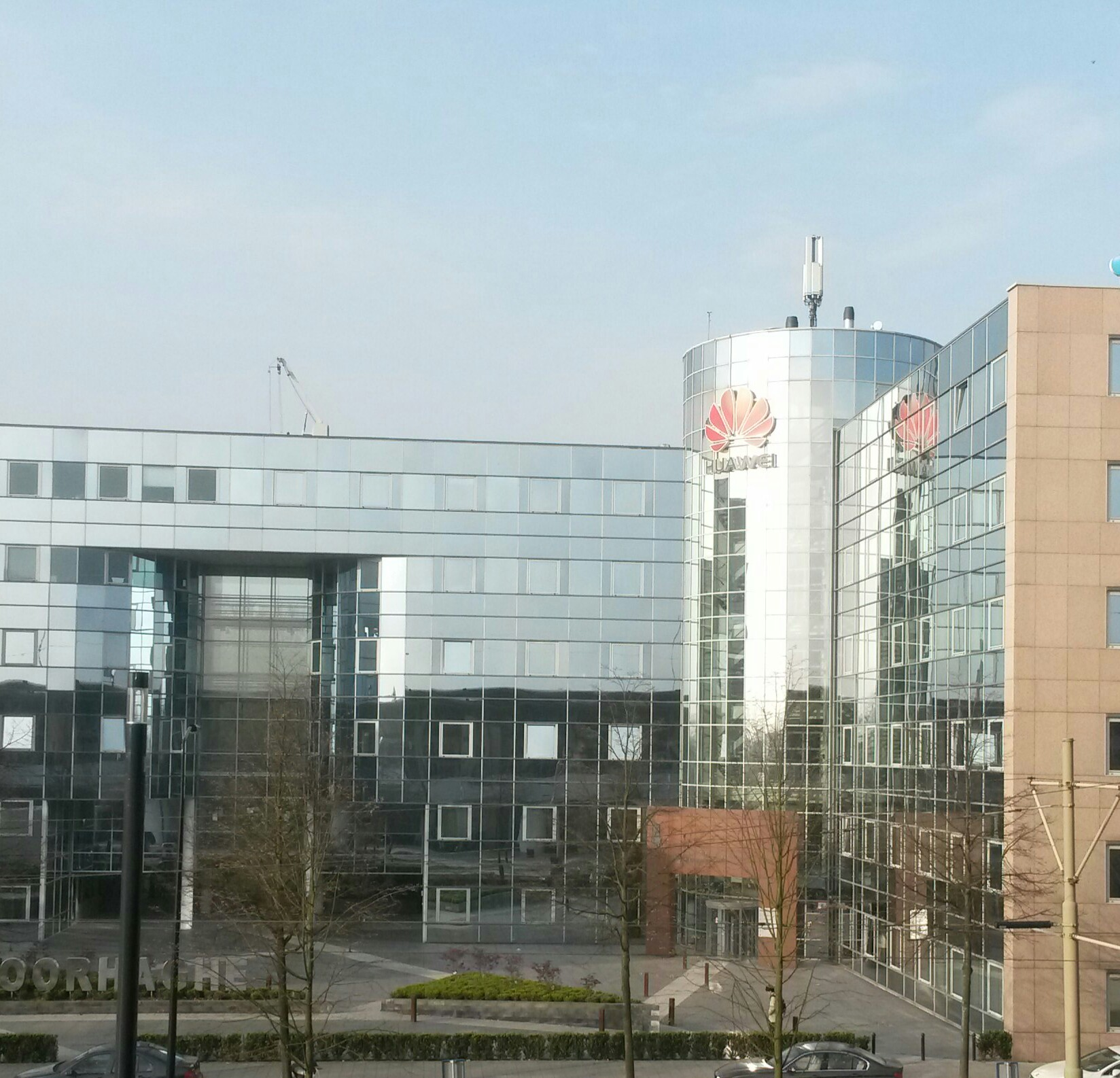
Huawei kantoor in Voorburg

In 2004 brak Huawei door op de Nederlandse, en daarmee Europese, markt met een order ter waarde van 20 miljoen euro voor Telfort. Verder levert het bedrijf onder andere het 2G-, 3G- en 4G-netwerk voor T-Mobile en gedeeltelijk het core-netwerk van KPN. Het is daarmee het eerste Chinese bedrijf dat in Europa zo'n technologisch hoogstaand netwerk bouwt.
KPN, en T-Mobile gebruiken apparatuur van Huawei. KPN gebruikt voor hun GSM/UMTS/LTE Radio-netwerk Ericsson-apparatuur op een Huawei core-netwerk, maar T-Mobile (2013) maakt voor zowel zijn radionetwerk als core-netwerk gebruik van Huawei-apparatuur. Daarnaast is Huawei ook gekozen door KPN als belangrijke leverancier voor hun DWDM-glasvezelnetwerk.
Richard McGregor beweerde dat het bedrijf staatssteun heeft gekregen op cruciale momenten in haar ontwikkeling.

## Kritiek: spionageverdenkingen versus lastercampagne

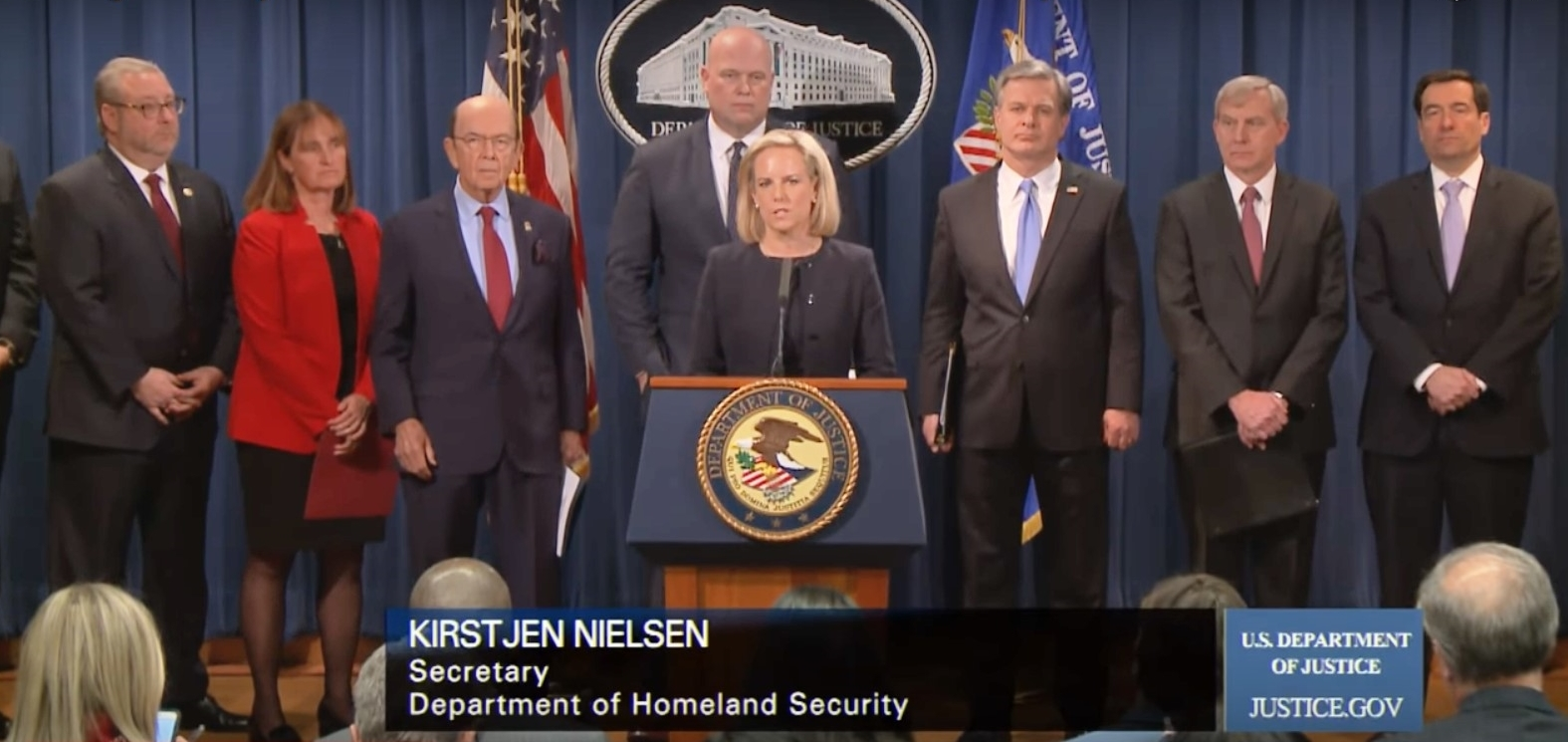
De Amerikaanse minister van Binnenlandse Veiligheid, Kirstjen Nielsen, waarnemend procureur-generaal Matthew Whitaker, minister van handel Wilbur Ross, en FBI-directeur Christopher Wray, kondigen in 23 juni 23 strafrechtelijke aanklachten tegen Huawei en Wanzhou Meng aan

In 2018 zijn maatregelen genomen in Australië, Nieuw-Zeeland, het Verenigd Koninkrijk, Japan en de Verenigde Staten en in 2022 in Nederland om Huawei te weren op het 5G-netwerk omdat er een vermoeden is dat via dit bedrijf de Chinese overheid toegang zou kunnen krijgen tot vertrouwelijke informatie.
Huawei ontkent namens de Chinese overheid te werken. Er is geen publiek bewijs dat China via Huawei spioneert. In januari 2019 is ook in Polen de directeur van de Poolse Huawei-tak, Weijing W., gearresteerd, op verdenking van spionage en cyberactiviteiten tegen Polen, evenals een medewerker van Orange Polen. Beiden verklaarden onschuldig te zijn.
Uit een vertrouwelijk rapport van KPN, openbaar gemaakt in 2021, werd bekend dat Huawei al in 2011 onbeperkt toegang had tot de klantgegevens van miljoenen Telfort-abonnees. Hierdoor kwam aan het licht dat Huawei in de klant- en facturatieomgeving van Telfort verschillende mogelijkheden had geïnstalleerd om die gegevens binnen te halen.
Huawei wordt in het westen ook beschuldigd van betrokkenheid bij de onderdrukking van de Oeigoeren in de provincie Xinjiang. Het technologisch netwerk dat de Chinese staat laat bouwen om de islamitische minderheid in de gaten te houden, zou mede door Huawei zijn ontworpen. Het bedrijf zou daardoor medeverantwoordelijk zijn voor de concentratiekampen, waar volgens een aantal parlementen culturele genocide wordt gepleegd op de Oeigoeren.